# 北丹斯維爾 (紐約州)
北丹斯維爾（英語：North Dansville）是一個位於美國紐約州利文斯頓縣的鎮。

## 人口
根據2020年美國人口普查的數據，北丹斯維爾的面積為25.53平方千米，皆為陸地。當地共有人口5321人，而人口密度為每平方千米208人。